# Голта
Го́лта — історичний район в Україні, в міста Первомайська Миколаївської області, на правому березі річки Південний Буг.

## Історія
Поселення засноване 1762 року запорозькими козаками, як слобода на османському березі Південного Бугу, в межах Ханської України.
Станом на 1859 рік у казенному селі Ананьївського повіту Херсонської губернії мешкало 865 осіб (434 чоловіків та 431 жінок), налічувалось 686 домогосподарств, існувала православна церква, відбувались базари; кумисо-лікувальний заклад (з 1869).

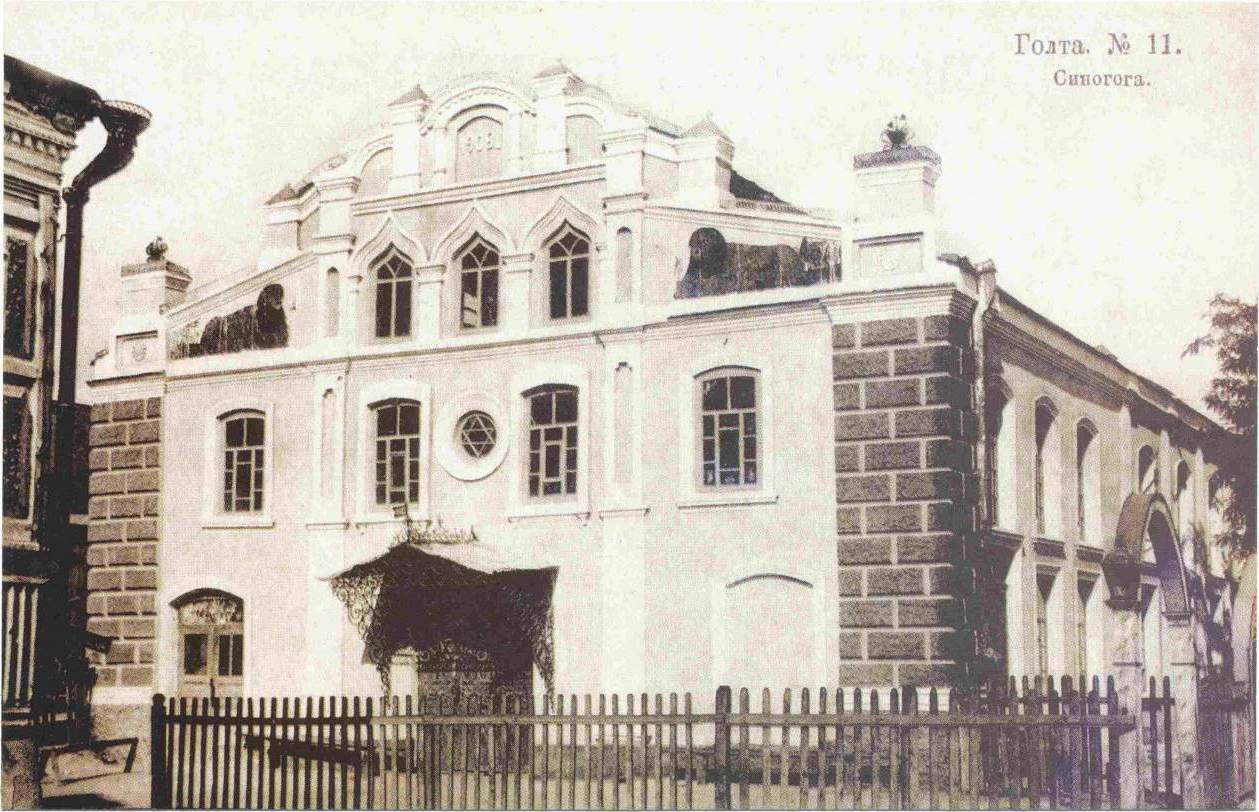
Синагога в Голті, збудована у 1908 році

У XIX столітті мало чисельну єврейську громаду, але за Тимчасовими правилами від 3 травня 1882 року потрапило під перелік місцевостей, де євреям було заборонено оселятися.
Станом на 1886 рік у колишньому державному селі Врадіївської волості мешкало 1343 особи, налічувалось 488 подвір'їв, існували православна церква, 2 школи, камера мирового судді, залізнична станція, броварня, свічний завод, 2 трактири, 2 постоялі двори, 19 лавок, відбувались щотижня базари.
За переписом 1897 року кількість мешканців зросла до 7362 осіб (3668 чоловічої та 3694 — жіночої статі), з яких 5307 — православної, 1245 — юдейської віри.
У 1919 році село увійшло до складу новоутвореного міста Первомайськ.

## Відомі уродженці
- Вілінський Микола Миколайович — український радянський композитор і педагог, заслужений діяч мистецтв України.
- Мішка Япончик — легендарний король одеського бандитизму, комполк 54-го стрілецького полку імені Леніна 45-ї стр. дивізії РСЧА.
- Пескевіч Іван Мечеславович — живописець, графік, пастеліст, гравер.